# Стесіхор
Стесіхор, Тісій, грец. Στησίχορος (близько 640 — 555 до н. е.) — давньогрецький ліричний поет. Був включений в канонічний список Дев'яти ліриків.
Відповідно до античної традиції, справжнє ім'я Стесіхора було Тісій, а «Стесіхор» — прізвисько, можливо, зв'язане з його поетичною діяльністю (гр. упорядник хору). Творець ліро-епічної форми для розробки сюжетів грецьких міфів. Пісні Стесіхора були зібрані в Александрійській бібліотеці в 26 книгах. З усієї його спадщини до нас дійшли тільки нечисленні фрагменти, не більше 100 рядків, доповнені незначними папірусними фрагментами, проте відомі багато назв його пісень, що дозволяють зорієнтуватися в їх тематиці і характері.

## Життя
Відомостей про походження і життя Стесіхора майже не збереглося. За одними даними, Стесіхор — уродженець м. Гімера в Сицилії, за іншими — м. Матавр в Локрія. Суда повідомляє, що Стесіхор жив в період між 37-ю і 56-ю Олімпіадами, мав двох братів, Мамертіна і Геліонакта.
Повідомляється, що коли агрігентский тиран Фаларіс став загрожувати незалежності Гімери, Стесіхор застерігав жителів міста проти планів тирана. До його застережень не прислухалися, і після того як Фаларіс, нарешті, зайняв Гімеру, Стесіхор втік до Катану, де прожив до кінця життя.
Про походження поета існує легенда, пов'язана зі смертю Гесіода. За цією легендою, Гесіод, вигравши триніжок на поетичних змаганнях в Халкиді, відправився до дельфійського оракула, де отримав попередження: «смерть наздожене тебе в прекрасному гаю Зевса Немейського». Гесіод вирішив, що оракул мав на увазі Немейський ліс на Корінфському перешийку, і вернувся в Локрія, де зупинився біля якихось Амфіфана і Ганіктора в м. Ойное (місце, також присвячене Зевсу Немейському). Там поета запідозрили в спокушанні сестри Амфіфана і Ганіктора і вбили; легенда, таким чином, стверджує, що Стесіхор був сином Гесіода.
За традицією, справжнім ім'ям поета було Тісій (Τισίας або Τεισίας), І лише згодом, за його заслуги в хорової мелику, він був названий Стесіхора, то є (в перекладі з грецької буквально) «організатором хорів».

## Творчість
Як у інших поетів з числа Дев'яти ліриків, майже всі роботи Стесіхора були втрачені, і його творчість представлена тільки в уривках з пізніх текстів. Найбільший фрагмент, який складає основу корпусу збережених текстів Стесіхора, був знайдений в Ліллі в 1960 р. Суда приписує Стесіхору 26 книг (більше, ніж всі інші грецькі лірики разом узяті), в яких головне місце займали ліро-епічні поеми ( близькі за змістом до епосу Гомера і кікліків; в них Стесіхор дає обробку старих сюжетів в нових формах і новій інтерпретації).
Вірші Стесіхора — величні святкові гімни, оповідальні за формою. Сюжети Стесіхор вибирав епічні, наприклад, Взяття Трої або Повернення героїв. Дві поеми з цього циклу породили легенди. Розповідали, що по написанні пісні Єлена Стесіхор втратив зір, покараний богинею. Щоб її умилостивити, Стесіхор написав ще одну поему під назвою Паліподія. У ній він доводив, що Єлена завжди була найвірнішою з дружин, а Паріс відвіз у Трою лише її тінь (див. Евріпід). Після цього поету знову повернувся зір. Висувалося припущення, що в дійсності Паліподія мала забезпечити поету прихильний прийом у Спарті, де існував культ Єлени. На тісні відносини зі Спартою вказує також Орестея, що була важливим етапом у розвитку легенди про матеревбивцю Ореста. До кола фіванських міфів належала пісня Еріфіла, що розповідала про долю невірної дружини Амфіарая, яка дозволила підкупити себе золотим намистом і, подібно Клітемнестрі, загинула від руки сина. Стесіхор зумів підняти доричну хорову лірику до загальноеллінської. Властива старому епосу увага до опису ігор знайшла відображення в поемі Похоронні ігри Пелія. Геракл був улюбленим героєм італійських та сицилійських греків, тому Стесіхор часто звертався до цього циклу легенд.
Як епічний поет, Стесіхор мав в давнину велике значення і вплив. Так, Антипатр Сідонський стверджував, що «в Стесіхорі живе душа Гомера»; Псевдо-Лонгін називав Стесіхора «самим гомеричним» з поетів; Квінтіліан говорив, що Стесіхор «підняв на свою ліру тяжкість епічного вірша». Квінтіліан також писав, що «якби Стесіхор від надлишку таланту не переступав міру, його можна було б вважати гідним суперником Гомера».
До троянського циклу Стесіхора відносяться: «Єлена» (Ἑλένη), «Руйнування Іліона» (Ἰλίου Πέρσις), «Повернення» (Νόστοι) І «Орестея» (Ὀρέστεια). До фіванського циклу відносяться «Еріфіла» (Ἐριφύλη, Назва по імені дружини учасника походу Семи проти Фів, Амфіарая), «Европея» (Εὐρωπεία). З інших епічних поем відомі «Мисливці на вепра» (Συοθήραι, Про полювання на Калідонського вепра), «Геріонеіда»(Γηρυονηίς, Про похід Геракла на дальній захід, звідки він відвів Геріонові стада биків), «Скілла» (Σκύλλα, Про Скілла, яку вбив Геракл після повернення від Геріона), «Кербер» (Κέρβερος, Про подвиг Геракла з Кербер), «Кікн» (Κύκνος, Про поєдинок Геракла з сином Ареса Кікном, який був перетворений в лебедя — κύκνος).
При обробці сюжетів, що зустрічаються в поемах Гомера, Стесіхор іноді дає нові версії, запозичуючи матеріал почасти з живих народних переказів, почасти з втрачених літературних текстів. Так, міф про Оресте розроблений Стесіхора відмінно від тієї версії, яка представлена в Одіссеї: у Гомера Орест, вбивши матір, тільки виконує борг помсти, у Стесіхора мучиться муками совісті як матеровбивці (це подання разом з міфом лягло в основу кількох п'єс пізніших грецьких трагіків).
Велику популярність в усі часи мала легенда про знамениту палінодію Стесіхора (палінодія — відмова від своїх слів, зречення). Стесіхор зганьбив Елену, відгукнувшись про неї як про зрадницю чоловіка і винуватицю згубної війни. У ту ж ніч він осліп. Він благав богів; тоді уві сні йому з'явилася Елена і сказала, що її брати Кастор і Поллукс за такі вірші покарали його сліпотою. Стесіхор написав Палінодія, в якій стверджував, що Паріс відвіз у Трою не Олену, але тільки її привид, наведений її батьком Зевсом. Справжню ж Олену боги перенесли до Єгипту, де вона перебувала, вірна Менелаю, до самого кінця війни. Цей дивний міф умилостивив Олену, і зір поетові було повернуто. У «Федрі» Платона збереглися початкові рядки Палінодії Стесіхора: «Не вірно було слово це, // На кораблі ти не сходила, // В Пергам троянський не пливла».
автор також відомий роботами любовного змісту, який запозичив безпосередньо з народних сказань. До таких відносяться «Каліка» (Κάλυκη), «Радіна» (Ῥαδινή). У першій розповідається про те, як скромна цнотлива дівчина, відкинута коханим, позбавляє себе життя. У другій Радіну, яку пристрасно любить її двоюрідний брат, видають проти її волі заміж за коринфського тирана; її колишній коханий разом з її рідним братом приїжджають в Коринф для побачення; тиран вбиває обох, однак, потім кається і урочисто ховає трупи вбитих.
У Стесіхора вперше зустрічається обробка народних пісень про міфічного сицилійського пастуха Дафніса (який зраджує німфі заради царівни і за це карається сліпотою); таким чином Стесіхора деякі вважають засновником буколічної поезії.
Ритмічна будова пісень Стесіхора складна (в порівнянні, наприклад, з хоровими одами Алкмана). Вірші мають велику довжину, строфи — великий обсяг (переважає тричастинна будова, строфа- антистрофа — еподи). З метрів переважає дактиль, анапест, епітріт в поєднанні з дактиля (тобто логаеди).
Стесіхор писав на іонічному діалекті з включенням до розмов, які надавали його поезії характер особливого ліричного підйому. Епіка Стесіхора знайшла визнання в грецькому світі Південної Італії (де іонічний епос був малознайомий) і поширилася в Аттиці (де пізніше розробленими Стесіхора сюжетами часто користувалися грецькі трагіки). Поезію Стесіхора в давнину ставили дуже високо. Так, Діонісій Галікарнаський повідомляє, що значущістю сюжетів Стесіхор перевершував Піндара і Сімоніда, а в інших відносинах поєднував гідності обох. Есхіл, як вважають, створив свою «Орестею» під впливом «Орестеї» Стесіхора.
Збережені фрагменти пісень Стесіхора дозволяють із упевненістю стверджувати, що поет використовував версії міфу, відмінні від відомих в епосі. Багато міфів Стесіхор переробляв, додаючи їм форми, що вплинула на аттичну трагедію і всі жанри образотворчого мистецтва. Стесіхор цікавився і сицилійськими народними переказами, особливо охоче розвиваючи еротичні мотиви. На особливу увагу заслуговує історія Дафніса, прекрасного пастуха, покараного німфою за любовну зраду (див. Теокріт), а також його пісні-балади Радіна і Каліка (їх зміст відомий нам у переказі Страбона й Атенея) — вони дозволяють розглядати Стесіхора як віддаленого предка пасторалі і романтичної повісті.
Стесіхору приписується розбивка вірша на метрично і змістовно завершені частини: строфу (супроводжувалася рухом хору в один бік), антистрофу (хор рухався в зворотний бік) і епод (хор стояв на місці). Така форма набула широкого застосування в грецькій драмі і поезії.
Вірші Стесіхора користувалися широкою популярністю в грецькому світі. В античному переказі біографія Стесіхора рясно прикрашена вимислом, деякі дослідники намагаються навіть установити декількох поетів, що носили прізвисько Стесіхор і ніби-то були змішані у пізнішій традиції. Древніх захоплювали в Стесіхорі його піднесеність і достоїнство. Його називали «Гомером лірики». Він був прилічений до канону 9-ти ліриків. Вплив Стесіхора на розвиток міфів був значний. Тут він став з'єднуючою ланкою між епосом і пізнішими хоровою лірикою і трагедією. Образи Стесіхора, наприклад, Афіна, яка виходить у повному озброєнні з голови Зевса, або крилатий Геріон, часто з'являються в творах грецьких живописців. Грецька скульптура, ймовірно, зобов'язана Стесіхору знаменитими згодом атрибутами Геракла: палицею й левиною шкурою.

## Переклади
- Стесіхор. Фрагменти. / Пер., Ст. і прим. Н. Н. Казанського під ред. М. Л. Гаспарова. // Вісник древньої історії. 1985. № 2.